# Квічаль краплистоволий
Квіча́ль краплистоволий (Zoothera turipavae) — вид горобцеподібних птахів родини дроздових (Turdidae). Ендемік Соломонових Островів.

## Опис
Довжина птаха становить 20 см. Забарвлення переважно темно-сіро-коричневе. Навколо очей малопомітні охристі кільця, надхвістя рудувате. Горло світле, нижня частина тіла поцяткована білими краплеподібними плямами, на животі плями більші і більш помітні. Дзьоб темний, лапи темно-тілесно-рогові.

## Поширення і екологія
Краплистоволі квічалі є ендеміками острова Гуадалканал. Вони живуть у вологих гірських і хмарних тропічних лісах. Зустрічаються на висоті від 1000 до 1600 м над рівнем моря.

## Збереження
МСОП класифікує цей вид як вразливий. За оцінками дослідників, популяція краплистоволих квічалів становить від 250 до 1000 птахів. Їм загрожує знищення природного середовища, а також хижацтво з боку інтродукованих щурів і кішок. Краплистоволі квічалі відомі за зразком, отриманим у 1953 році, після чого вони спостерігалися у 1994, 1997 і 2013 роках. Вони є рідкісним, малодослідженим видом, поширеним на обмеженій території, площею приблизно 100 км².